# Synthetonychia proxima
Synthetonychia proxima är en spindeldjursart som beskrevs av Forster 1954. Synthetonychia proxima ingår i släktet Synthetonychia och familjen Synthetonychidae. Inga underarter finns listade i Catalogue of Life.